# 約翰內斯·延森
约翰内斯·汉斯·丹尼尔·延森（德語：Johannes Hans Daniel Jensen，1907年6月25日—1973年2月11日），德国物理学家，因发现原子核的核殼層模型理论而获得1963年的诺贝尔物理学奖。

## 生平
约翰内斯·延森1907年6月25日出生在德国汉堡，父亲卡尔·延森是名花匠。1926年起，延森在汉堡大学和弗莱堡大学学习物理、数学、物理化学和哲学，1932年在汉堡大学获得物理学博士学位后，留在理论物理学研究所工作，1936年获得大学任教资格。1937年起在汉诺威工业大学担任理论物理学讲师，1941年成为教授。1949年起任海德堡大学教授，直至他1969年退休。
期间，延森曾多次赴美国做访问教授，他是威斯康星大学麦迪逊分校（1951年）、普林斯顿高等教育研究所（1952年）、伯克利加州大学（1952年）、加州理工学院（1953年）、印第安那大学（1953年）、明尼苏达大学（1956年）和加利福尼亚大学圣地亚哥分校（1961年）的客座教授。
1955年起，他还和奥托·哈克塞尔（Otto Haxel）一同主编了《Zeitschrift für Physik》（物理学杂志）。

## 研究
延森的早期研究，包括他的博士论文，专注于对电子层的统计学托马斯-费米模型的完善，对其作了重要的改进。1930年代末他开始研究原子核，1939年他已经在实验分析中，提出了原子核壳层结构模型的概念，但这一模型并未受到重视，因为玻尔在1936年提出的液滴模型已经能够很好地描述原子核反应，使得延森提出的原子核内轨道的概念似乎没有意义。
此后，原子核壳层结构模型的继续发展受到了第二次世界大战的影响停滞不前，直到1940年代末延森才又重新致力于这一课题。1948年，延森在假设有强自旋轨道耦合（原子内电子的角动量与电子自旋的相互作用）的情况下，成功地解释了幻数的存在，提出幻数的存在反映了原子核具有壳层结构。幻数对原子核的稳定性具有重要意义，当原子核中存在幻数时，核子充满了某个能级，没有核子向更高的能级跃迁，因此这些原子核相当稳定。
与此同时，美国的玛丽亚·格佩特-梅耶在恩里科·费米提出了强自旋轨道耦合的可能性后，也得出了与延森相一致的结论。延森与格佩特-梅耶因此开始频繁地交流，最终得出了对原子核几乎完整的特性描述。1955年他们两人在合著的《Elementary Theory of Nuclear Shell Structure》（原子核壳层结构的基础理论）一书中详细解释了原子核的壳层结构模型，藉此成就，他们一同被授予1963年的诺贝尔物理学奖，同年获奖的还有发现基本粒子对称性原理的尤金·維格納。

## 荣誉
1947年汉堡大学授予他荣誉教授，1964年汉诺威工业大学授予他荣誉博士，1969年美国佛罗里达州劳德代尔堡市授予他荣誉市民。
延森在1947年成为海德堡科学学会会员，1960年成为马克斯·普朗克协会会员，1964年当选德国德意志利奥波第那自然科学院（即德国科学院）的院士。